# Rue Philippe-de-Girard
Rue Philippe-de-Girard är en gata i Quartier Saint-Vincent-de-Paul i Paris sjuttonde arrondissement och i Quartier de la Chapelle i Paris artonde arrondissement. Gatan är uppkallad efter den franske ingenjören och uppfinnaren Philippe de Girard (1775–1845). Rue Philippe-de-Girard börjar vid Rue La Fayette 191 och slutar vid Rue Riquet 81 och Rue Marx-Dormoy 76.

## Omgivningar
- Saint-Bernard de la Chapelle
- Saint-Denys de la Chapelle
- Sainte-Jeanne-d'Arc
- Bois Dormoy
- Square de la Madone
- Square de l'Évangile
- Place de Torcy
- Jardin Françoise-Hélène-Jourda
- Jardins Rosa-Luxemburg
- Square Louise-de-Marillac
- Square de Jessaint
- Impasse Dupuy

## Bilder
| - Gatuskylt. - Philippe de Girard. - Saint-Bernard de la Chapelle. - Square Louise-de-Marillac. - Impasse Dupuy. |

## Kommunikationer
- Tunnelbana – linje  – La Chapelle
- Tunnelbana – linje  – Marx Dormoy
- Busshållplats La Chapelle – Paris bussnät
- Busshållplats Place de La Chapelle – Paris bussnät

### Webbkällor
- ”Rue Philippe-de-Girard”. Mairie de Paris. https://web.archive.org/web/20150910125426/http://www.v2asp.paris.fr/commun/v2asp/v2/nomenclature_voies/Voieactu/7345.nom.htm. Läst 14 september 2023.
- ”Rue Philippe-de-Girard”. Les rues de Paris. https://web.archive.org/web/20190625124030/http://www.parisrues.com/rues10/paris-10-rue-philippe-de-girard.html. Läst 14 september 2023.